# 鄭地
鄭 地（てい ち、韓国語：チョン ジ、1347年 - 1391年）は、高麗末期に倭寇の討伐で功を挙げた有力武将である。初名は准是、諡号は景烈。本貫は河東鄭氏。全羅南道羅州出身。錦南公の鄭忠信は彼の9代孫である。

## 生涯
1365年に司馬試を首席で合格し、官職に就いた。1374年、王に倭寇対策を上書して功を挙げた。また、水軍の創設にも大きく関わっている。
1377年夏、順天道兵馬使として順天・楽安等に侵入した倭寇を討ち、18級を斬り、3人を捕虜とした。同年冬、再び倭寇を討ち40級を斬り二人を捕虜とした。1378年10月、霊光・光州・同福に倭寇が侵入したため、都巡問使の池湧奇、助戦元帥の李琳、韓邦彦等と共に追撃した。倭寇は弥羅寺に入ったため、包囲して火を放ち、ほしいままに矢を放ったため、倭寇は殆ど死んだ。この戦いで鄭地らは100余頭の馬を獲得した。更に同年11月、潭陽県に侵入した倭寇を池湧奇と共に討ち17級を斬った。
1382年10月、倭船50隻が鎮浦に侵入したため、海道元帥としてこれを撃退し、更に群山島まで追撃して4隻を捕えた。
翌1383年にも、侵入した倭寇を大破した。同年、大船120隻から成る倭寇の軍勢が侵入してきた。鄭地は戦艦47隻を率いて羅州の木浦に宿営していたが、合浦元帥の柳曼殊からの急報を受け、日夜問わず進軍し慶尚南道と全羅南道の境にまで到達、ここで兵士を徴集した。この時には既に倭寇は南海の観音浦に到達していた。鄭地は迅速に朴頭洋に至り、ここで倭寇と戦い火砲を用いて殲滅した。1388年、夏から秋にかけて倭寇が楊広、全羅、慶尚の三道に侵入したため、鄭地は楊広 - 全羅 - 慶尚道　都指揮使として都巡問使の崔雲海、副元帥の金宗衍、助戦元帥の金伯興・陳元瑞、楊広道上元帥の都興、副元帥の李承源を率いてこれを討ち58級を斬り馬60余頭を獲得した。
威化島回軍に従い「回軍功臣」となったが、王を廃して新国家の建設を目指す李成桂派から王室を守ろうとしたため流刑に処された。後に光州に隠居して45歳の時に病死した。

## 関連するもの
- 景烈祠 - 1644年に、鄭地を祀るために現在の東明洞に建てられた祠[1]。1871年に書院毀撤令によって撤去され遺墟碑が立てられたが、1981年に復元された[1]。
- 214型潜水艦の2番艦「鄭地」の名は彼に由来している。